# Князев, Михаил Семёнович
Михаил Семёнович Князев (ноябрь 1897 года, Киев — 19 мая 1973 года, Москва) — советский военный деятель, генерал-майор (4 июня 1940 года).

## Начальная биография
Михаил Семёнович Князев родился в ноябре 1897 года в Киеве.
С 1908 года учился в Киевской гимназии, после окончания которой в 1916 году поступил в Киевский университет св. Владимира.

## Военная служба

### Первая мировая и гражданская войны
В октябре 1916 года призван в ряды Русской императорской армии и направлен в студенческий запасной батальон, дислоцированный в Царицыне.
В феврале 1917 года направлен на учёбу в Одесскую школу прапорщиков, после окончания которой в мае в чине прапорщика в этой же школе был назначен на должность помощника курсового командира, однако уже в июне того же года Князев был направлен в Гвардейский корпус, в составе которого участвовал в боевых действиях в ходе Июньского наступления, во время которого был контужен и затем лечился в госпитале. После выздоровления в августе вернулся в Одесскую школу прапорщиков, где заболел тифом, вследствие чего лечился в госпиталях.
В феврале 1918 года Князев был эвакуирован в Полтаву, откуда комендант города перенаправил в Москву для формирования отряда Павлова с одновременным предоставлением отпуска.
В сентябре 1918 года призван в ряды РККА и направлен в отряд, дислоцированный в Почепа, где служил на должностях командира роты, батальона, полка. В январе 1919 года Князев был назначен на должность военкома г. Умань, а с мая того же года служил в 4-м советском полку особого назначения на должностях помощника командира и командира участвовал в боевых действиях против войск под командованием Ю. О. Тютюнника и в районе Христиновки, Умани и Монастырища.
В октябре 1919 года направлен на учёбу в Военную академию РККА, однако уже в апреле 1920 года добровольно отправился Западный фронт для участия в советско-польской войне, где был назначен на должность начальника разведки в составе 25-й стрелковой дивизии, а в августе — на должность командира 218-го стрелкового полка, после чего принимал участие в боевых действиях в условиях окружения в районе города Хелм (Польша), из которого полк вышел в сентябре. После войны продолжил учёбу в академии, однако уже в мае 1921 года был отозван, после чего, находясь на должностях помощника командира и командира истребительного отряда № 1, принимал участие в боевых действиях в районах Лозовая и Павлоград против войск под командованием Н. И. Махно. В августе 1921 года вернулся в академию.

### Межвоенное время
По окончании учёбы в академии в августе 1922 года назначен на должность командира роты Очаковском пограничном отряде, а с июня 1923 года служил на должностях заместителем начальника губернского отряда и начальника штаба Витебского губернского пограничного отряда.
В марте 1924 года Князев назначен на должность начальника отдела 2-го управления (войсковой мобилизации) Штаба РККА, в октябре 1929 года — на должность начальника школы переподготовки начсостава запаса и Детско-Сельской объединённой школы, а в ноябре 1932 года — на должность командира 16-й стрелковой дивизии со штабом в Новгороде.
С июня 1937 года находился в распоряжении Управления по начальствующему составу РККА и в августе того же года назначен на должность старшего преподавателя кафедры тактики Военной академии имени М. В. Фрунзе.

### Великая Отечественная война
С началом войны находился на прежней должности.
23 сентября 1941 года назначен на должность командира 272-й стрелковой дивизии, ведшей оборонительные боевые действия северо-восточнее Ладожского озера и на реке Свирь.
В ноябре 1941 года назначен на должность командующего Медвежьегорской оперативной группой в составе Карельского фронта, а 12 марта 1942 года — на должность командира 315-й стрелковой дивизии, формировавшейся в Барнауле (Алтайский край) и в июне передислоцированной в Камышин (Сталинградская область). С августа дивизия принимала участие в оборонительных боевых действиях в районе Орловка, Городище севернее Сталинграда. 2 октября дивизия была выведена в резерв на станцию Лапшинка и в ноябре через станцию Капустин Яр была передислоцирована в район Бузиновка, после чего принимала участие в боевых действиях в ходе Котельниковской, Северо-Кавказской и Ростовской наступательных операций. 2 февраля 1943 года за просчёты в командовании Князев был снят от занимаемой должности, после чего находился в распоряжении Военного совета Южного фронта.
В марте назначен на должность преподавателя кафедры общей тактики Военной академии имени М. В. Фрунзе, а с октября находился в распоряжении Военного совета Волховского фронта, где 14 января 1944 года назначен на должность командира 198-й стрелковой дивизии, которая принимала участие в боевых действиях в ходе Ленинградско-Новгородской и Псковско-Островской наступательных операций. 26 апреля освобождён от занимаемой должности.
В июле 1944 года назначен на должность командира 43-й запасной стрелковой дивизии (Сибирский военный округ), которая в сентябре была передислоцирована в Западную Украину, где была включена в состав Львовского военного округа, где в период с октября 1944 по март 1945 года вела боевые действия против вооружённых формирований ОУН.

### Послевоенная карьера
После окончания войны находился на прежней должности.
В феврале 1946 года назначен на должность старшего инспектора Инспекции пехоты Красной Армии при НКО СССР, в июне — на должность заместителя начальника штаба — начальника Организационно-планового отдела Главной инспекции Сухопутных войск, в ноябре того же года — на должность инспектора Инспекции стрелковых войск Главной инспекции Сухопутных войск, в марте 1947 года — на должность старшего инспектора Инспекции бронетанковых и механизированных войск Главной инспекции Вооружённых Сил СССР, а в ноябре 1949 года — вновь на должность старшего инспектора Инспекции стрелковых войск Главной инспекции Вооружённых Сил.
Генерал-майор Михаил Семёнович Князев в феврале 1951 года вышел в отставку по болезни. Умер 19 мая 1973 года в Москве.

## Воинские звания
- Комбриг (26 ноября 1935 года);
- Генерал-майор (4 июня 1940 года).

## Награды
- Орден Ленина (21.02.1945);
- Три ордена Красного Знамени (1922, 03.11.1944, 20.06.1949);
- Медали.